# プロ野球ドラフト会議
プロ野球ドラフト会議（プロやきゅうドラフトかいぎ）は、日本野球機構が開催する、新人選手獲得のために行われる会議である。正式名称は新人選手選択会議（しんじんせんしゅせんたくかいぎ）。

## 概要
この会議は、毎年10月に一般社団法人日本野球機構（NPB）が主催し、「新人選手選択会議規約」に定められた手順に基づいて、新人選手との契約交渉権をプロ野球に属する各球団に振り分けるものである。2009年以降、東京都港区にあるグランドプリンスホテル新高輪内「国際館パミール」を会場として使用している。NPBでは新人選手選択会議の他に、育成選手獲得のための育成選手選択会議が行われる。

## ドラフトの制度

### ドラフト会議で指名できる選手
ドラフト会議では、新人選手選択会議規約第1条に定められた新人選手が対象となる。すなわち、過去に日本プロ野球の球団に入団したことがない選手のうち、日本国籍を持っている、もしくは日本の中学校、高等学校、大学（以上は一条校に準じた定義による）、日本高等学校野球連盟および全日本大学野球連盟の加盟校（例えば防衛大のような非一条校も加盟している点に留意）に在学した経験をもつ選手である。日本の学校に在学中の場合には、ドラフト会議の翌年3月卒業見込み、大学の場合は4年間在学している選手であること。
指名出来ない選手
- 当該ドラフト開催年度の4月1日以降に退学した選手
- 所属する連盟にプロ志望届を提出していない（つまり進学若しくは就職予定の）学生・生徒（高校生は2004年から、大学生は2007年からの措置）[注 2]
- 社会人野球のチームに入部した選手で中卒や高卒での入部の場合は入部後3年、それ以外の場合は2年を経過していない者（日本野球連盟との協定による。所属チームが廃部または休部した場合は除く）
- 前年のドラフト会議で指名し、その後入団に至らなかった選手（当該球団のみ）。ただし、いくつかの例外事項も存在する。

四国アイランドリーグplusやベースボール・チャレンジ・リーグといった国内の独立リーグは社会人野球と同様に扱われるが、プロ志望の選手については、所属初年度から指名することが可能である。これは四国アイランドリーグが発足した2005年にリーグからの要望を受けて行われたもので、その後発足したベースボール・チャレンジ・リーグでも踏襲された。日本プロ野球を介さずに直接メジャーリーグや海外の独立リーグなど、日本国外のチームに在籍した選手についても、ドラフト指名が原則として義務付けられている。
過去のドラフト指名を拒否し外国球団と契約を行った場合の指名凍結の特例
プロ志望届を提出したドラフト対象選手がドラフト会議の指名を拒否して外国球団と契約した場合、高校生は帰国から3年間、高校生以外は2年間ドラフト指名凍結選手となり、ドラフト指名を行うことはできなかった。
過去のオリンピック開催時の指名凍結選手の特例
夏季オリンピックにおける野球競技で、アマチュア選手のみしか出場できなかった時代（1984年・ロサンゼルスから1996年・アトランタまで）には、アマチュア側が五輪強化選手を指名凍結選手としてリストアップし、その選手に関しては当該オリンピック終了までドラフトの指名をしないように指定した（例：アトランタ五輪時の小野仁）。但し、指名凍結選手となった場合、オリンピック開催後のドラフトにおいて、中・高卒3年、大卒2年の凍結期間に関係なく指名できた。

### 契約交渉権の有効期間
ドラフト会議によって得られるのは、選手との契約交渉権である。したがってドラフト会議で指名した後に選手契約ができなかったか、選手が契約を破棄した場合は、指名選手の入団には至らない。選手契約交渉権の期限は、その選手との契約交渉権を獲得したドラフト会議の翌年3月末までであり、それまでにその選手と契約し支配下選手として公示することができなければ、契約交渉権は無効となる。社会人野球チームの所属選手については、この期限が翌年1月末まで、2023年度ドラフトより海外学校に所属する選手の交渉権消滅は翌年7月末までとなった。
交渉権消滅条件
- 社会人野球（日本野球連盟所属）→翌年1月末[1]
- 海外学校→翌年7月末[1]
- その他→翌年3月末[1]

### 選択会議
新人選択会議規約では、高等学校在学生の選手を対象とした「高校生選択会議」（毎年10月1日～14日）、高等学校在学生以外の選手を対象とした「大学・社会人ほか選択会議」（毎年11月10日～22日）、の2つの会議を招集するよう定められているが、2008年度以降一括開催されている。
選択会議の選択方法
- 各球団は獲得を希望する選手がいなくなった段階で選択の終了を宣言し、それ以後の指名に参加することはできない。
- ウェーバー方式で用いられる「球団順位の逆順」とは、会議1週間前におけるペナントレース順位の逆順（最下位球団が1番目となる）となる。セ・パ両リーグの同順位球団の先順については、以下により決定する。

（2014年まで）
1. 会議開催年度のオールスターゲームに勝ち越したリーグ
2. 1.で決定できない場合[注 3]、会議開催年度のオールスターゲームの得失点差が優位のリーグ
3. 1.2.で決定できない場合[注 4]、抽選

（2015年から2018年まで）
1. 会議開催年度のセ・パ交流戦に勝ち越したリーグ
2. 1.で決定できない場合、会議開催年度のセ・パ交流戦の総得失点差が優位のリーグ
3. 1.2.で決定できない場合、抽選

（2019年から）
1. セ・リーグとパ・リーグ1年おきに変更（奇数年はセ・リーグ、偶数年はパ・リーグ）

- 1巡目は入札抽選である。つまり、参加する全球団が同時に選手を指名[注 5] して、指名が重複した場合には抽選を行う。抽選に外れた球団については、抽選に外れた球団のみで再度入札抽選を行い、全球団の1巡目指名選手が確定するまでこれを繰り返す。
- 2巡目は「球団順位の逆順」にウェーバー方式で選択。
- 3巡目は2巡目と反対の順番（逆ウェーバー方式）で選択。
- 4巡目以降は、ウェーバー方式と逆ウェーバー方式を交互に行い、すべての球団が選択の終了を宣言するまでこれを続ける。ただし、原則として1チーム10名までだが、指名選手の合計が120人に到達していない場合に限り11巡目以後の指名は可能。120人を到達した場合は選択の終了を宣言していない球団があっても終了する。（国内の独立リーグ所属選手や海外のプロ野球選手を選択した場合はその人数に含まない）[3]。

### 育成選手選択会議
選択会議で指名選手が120人未満であった場合、選択会議終了後に行われる。支配下登録選手ではなく育成選手の獲得を目的とした会議である。
育成選手選択会議の選択方法
- 指名する選手がいる球団のみ指名する旨の意思表示をして選択会議に参加する。また、選択する意思表示をしても1人も指名しないことは可能である（実例として、2019年ドラフトにおける横浜DeNAが挙げられる）。
- ウェーバー方式、逆ウェーバー方式を交互に行い、すべての球団が選択の終了を宣言するまでこれを続ける。

## ドラフト制度の沿革

### ドラフト制度の変遷
- 1964年、パ・リーグオーナー懇談会において時の西鉄ライオンズ社長・西亦次郎がNFLに倣ったドラフト制度導入を提案。
- 1965年11月17日、第1回ドラフト会議が開催された。事前に各球団が獲得を希望する選手（30名以内）に順位を付けた名簿を提出して、名簿1位が重複した場合には抽選を行い、外れた球団は名簿2位の選手を代わりに獲得するというようにしてドラフト1位選手を確定するという独特の方式で行われた。これはドラフト1位の指名だけであり、ドラフト2位以下は通常のウェーバー方式と逆ウェーバー方式での指名を交互に行った。
- 1966年には、社会人と高校生のうち国体に出場しないものを対象とする9月の第1次ドラフトと、大学生と国体出場者を対象とする11月の第2次ドラフトの2回を開催した。
- 1967年に、それまでの名簿を提出する制度は廃止され、あらかじめ抽選で決めた指名順に基づいて順番に選手の指名を行うこととなった。この際、奇数位の指名は降順、偶数位の指名は昇順に行う。これにより、2位指名でのウェーバー方式で保たれていた下位球団の優先権が消滅した。
- 1978年にも制度を一新し、全球団が同時に一人ずつ選手を指名し、重複した場合に抽選を行う方式が採用された。1位の指名に関しては1965年から1966年に採用されていたものと似ているが、2位以降も続ける点が異なる。抽選で外れた球団のみが対象であるが、奇数位はウェーバー方式、偶数位は逆ウェーバー方式で代替選手を指名することで、下位球団がわずかながら優遇されるようになった。
- 1991年からは、4位まではそれまでと同様に行い、5位以降の指名はウェーバー方式、逆ウェーバー方式を交互に行うように改められた。この年からドラフト外入団が廃止された。
- 1993年、有力な選手が希望球団に入団できるように「逆指名制度」が導入された。これは、高校生以外の新人選手について、入団を希望する球団（2球団以上でも可。ただしそのような例はなかった。）を選手が指名し、指名された球団がドラフト会議でこの選手を指名することで優先的に獲得できるというものである。逆指名が適用されるのは1位と2位の選手だけであり、3位以降はウェーバー方式、逆ウェーバー方式を交互に行うことになった。
- 2001年、逆指名に代わり、「自由獲得枠」が設けられた。この枠自体は逆指名とほとんど同じもので、実質的に変更されたのはこの枠を1つ使用する際の指名順序が統一されたことのみである（以前は逆指名選手が1人の場合でも1巡目の指名に参加できた、詳細は以下「2001年から2004年までのドラフト制度」参照）。自由獲得枠の使用・不使用により指名できない巡目ができるようになり、この年から2007年までは順位に「位」ではなく「巡目」を用いる。
- 2005年からは、自由獲得枠は「希望入団枠」に改められ、10月に高校生を対象とするドラフト、11月に大学生や社会人などを対象とするドラフトの2回に分けて行われることとなった（詳細は以下「2005年から2006年のドラフト制度」参照）。また、2005年に限り、育成選手を選択するための育成選手ドラフトが12月に開催されたが、2006年以降は通常のドラフト会議に続いてこれを行う。育成選手についての詳細は育成選手制度の項を参照。
- 2007年に西武ライオンズの裏金による不正が発覚したことをきっかけに、裏金の温床となる懸念から希望入団枠廃止の議論が持ち上がり、当年度の会議より希望入団枠が廃止された。
- 2008年より、高校生選択会議と大学・社会人選択会議が再び統合され、一括開催となった。

#### 2001年から2004年までのドラフト制度
自由獲得枠
- ドラフト会議以前に各球団2名までの選手を契約締結内定選手として自由に獲得することができる。
- 高校生やこれに準ずる選手を獲得することはできない。
- 使用は義務ではなく、使う場合でも獲得人数を1人のみとするか上限の2人とするかは各球団の自由である。
- 自由獲得枠によって獲得された選手は、ドラフト会議における通常の選手指名で他球団に指名されない。

通常の選手指名
- 各球団は獲得を希望する選手がいなくなった段階で選択の終了を宣言し、それ以後の指名に参加することはできない。
- 1巡目は自由獲得枠を使わなかった球団のみが参加でき、参加する全球団が同時に選手を指名して、指名が重複した場合には抽選を行う。抽選に外れた球団のみでこれを繰り返して指名選手を確定する。
- 2巡目は自由獲得枠を1つ使った球団のみが参加でき、ウェーバー方式で指名選手を確定する。
- 3巡目は自由獲得枠を使わなかった球団のみが参加でき、ウェーバー方式で指名選手を確定する。
- 4巡目以降は逆ウェーバー方式とウェーバー方式を交互に行い、自由獲得枠を含む指名選手が全球団合わせて120名になるか、すべての球団が選択の終了を宣言するまでこれを続ける。

#### 2005年から2006年のドラフト制度
導入の背景
2004年に明治大学の一場靖弘に対し、いくつかの球団の関係者が自由獲得枠での獲得を目指して裏金を渡していた問題（一場事件参照）が発覚した。この事件の元凶は、上に示した当時のドラフト制度にあるとされ、これを改めることになった。
改正内容に関しては、ドラフト制度の中で契約金と契約順が制限されている事が裏金を使う温床になったのであり、自由に新人選手を獲得できるようにすれば、裏金が生まれる必然性がなくなると主張しより自由競争に近い方式を求めた球団と、ドラフト制度の中に中途半端に自由競争を持ち込む自由獲得枠という制度が裏金の温床になると主張し、自由獲得枠を撤廃し完全ウェーバー方式のドラフトになれば裏金は発生することはないと主張する球団とがそれぞれの希望に沿った制度改正を主張した。
裏金問題の解決を目指して始まった議論だったが、各球団ともに自らが有力な選手が獲得できるような制度を求めたまま対立し、意見が一致することはなかった。妥協案として、試行的に2005年と2006年の2年間は、自由獲得枠の名称を希望入団枠と変更した上で枠を2から1に減らしたドラフト会議を行った。
希望入団枠
- ドラフト会議以前に各球団1名までの選手を契約締結内定選手として自由に獲得することができる。
- 希望入団枠を使って高校生やこれに準ずる選手を獲得することはできない。
- 希望入団枠を使うか使わないかは各球団の自由であるが、事前にどちらにするかを申請しなければならない。
- 希望入団枠を使うことを申請したものの契約締結内定選手が得られないこともある。
- 希望入団枠によって獲得された選手は、ドラフト会議における通常の選手指名で他球団に指名されない。

高校生ドラフト
- 高校生のみを対象としたドラフト会議で10月に開催される（2006年は9月に開催）。
- 各球団は獲得を希望する選手がいなくなった段階で選択の終了を宣言し、それ以後の指名に参加することはできない。
- 1巡目は参加する全球団が同時に選手を指名して、指名が重複した場合には抽選を行う。抽選に外れた球団のみでウェーバーによる代替選手の指名を行う。1巡目の指名を行わなくてもよく、その場合は事前に申請する。
- 2巡目は希望入団枠を使わないことを事前に申請した球団のみが参加でき、ウェーバー方式で指名選手を確定する。
- 3巡目以降はウェーバー方式と逆ウェーバー方式を交互に行い、すべての球団が選択の終了を宣言するまでこれを続ける。

大学生・社会人ほかドラフト
- 大学生や社会人など、高校生以外の新人選手を対象としたドラフト会議で11月に開催される。
- 各球団は獲得を希望する選手がいなくなった段階で選択の終了を宣言し、それ以後の指名に参加することはできない。
- 1巡目は希望入団枠を使うことを事前に申請したものの契約締結内定選手が得られなかった球団のみが参加でき、ウェーバー方式で指名選手を確定する。
- 2巡目は高校生ドラフトで1巡目の指名を行わなかった球団のみが参加でき、ウェーバー方式で指名選手を確定する。
- 3巡目以降はウェーバー方式と逆ウェーバー方式を交互に行い、希望入団枠と高校生ドラフトを含む指名選手が全球団合わせて120名になるか、すべての球団が選択の終了を宣言するまでこれを続ける。
- 各球団は、通常の指名に続き、育成選手を指名することができる。

#### 指名人数制限の推移
- 1965年 - 1966年：名簿登載者のみ。
- 1967年 - 1973年：人数制限なし。
- 1974年 - 1977年：各球団6名以内。
- 1978年 - 1980年：各球団4名以内。これに関しては、3年で元の人数に戻った。その理由として、社会人側からドラフト外で大量に選手を取られることに対する懸念が伝えられたというのが建前で、本音は、西武とプリンスホテルの乱獲に歯止めをかけるためとされる[4]。
- 1981年 - 1990年：各球団6名以内。
- 1991年 - 1994年：各球団10名以内。
- 1995年 - 2000年：各球団8名以内（1999年 - 2000年は指名人数が8名未満の球団があった場合、全体の合計が96名以内なら9名以上10名以内で指名も可能）。
- 2001年以降：12球団合計で120名以内であれば人数制限なし（自由獲得枠、希望入団枠、育成選手を含む）。※1

※1：2008年以降、国内の独立リーグ所属選手や外国のプロ野球選手を指名した場合は人数制限に含まない。

### 指名選手の表示
開始当初から1988年までは、指名選手の発表は司会者によって読み上げられ、その後1位指名確定選手についてはパネルに手書きされた紙を貼り付けていた。2位以下は名前が呼ばれるだけで字がわからなかったため、司会の伊東一雄（パンチョ伊東）が記者向けに口で字を説明するということが見られた。
1989年からは指名選手は発表と同時に会場に設えたモニターテレビで表示し、重複指名・ならびに2位以下の選手についても表示されるようになった。

### 司会
- 伊東一雄（開始当初 - 1991年）パシフィック・リーグ職員
- 渡辺謙太郎（1993年）
- 関野浩之（2009年 - ）
※1992年、1994年から2008年までは日本野球機構の職員が担当

### 会場
- 日生会館（開始当初 - 1974年）
- 東京グランドホテル（1975年）
- ホテルグランドパレス（1976年 - 1988年、1996年）
- 赤坂プリンスホテル（1989年）
- グランドプリンスホテル新高輪[注 7]（1990年 - 1993年、1995年、1997年 - 2007年、2009年 - ）
- 高輪プリンスホテル（1994年）
- 品川プリンスホテル（2008年）

## 制度の問題点

### 球団選択の自由の議論
現在の指名入札及びウェーバー方式では、選手側における球団選択の自由がほとんどないことから、選手の海外流出懸念と絡めて、さまざまな意見がある。
- 選手側の自由を尊重する立場
  - 希望球団への入団が困難になったことによる、学生、社会人選手の海外流出を懸念する意見[5]。
  - 他業界との比較で、職種や職場に関する希望が全く聞き入れられないことについて、特殊であるとの意見[6]。
  - 日本国憲法が保障する職業選択の自由の侵害ではないかという意見。
  - 感情論として「希望の球団に行けなくてかわいそう」といった意見。
- 選手の自由よりプロ野球界発展のための戦力均衡を優先させる立場
  - 不正ドラフト活動防止とともに、公式戦を活性化するための戦力均衡にもつながるウエーバー制を導入すべきという意見[7]。
  - 有望選手の海外流出懸念に対して、米球界が欲するのは主に日本の球界で実績を残した選手との意見[8]。
  - 「希望球団以外なら入団しない」という被指名者側の主張はドラフトの趣旨に反するとの意見[9]。
  - 一般企業等でいうところの、会社（日本野球機構）・部署（球団）という考え方をすれば職業選択の自由の侵害にはならないのではないかという意見。
- 現役選手の自由を尊重する立場
  - 選手の球団選択の自由を議論するのであれば、ドラフト制度ばかりを議論するのではなく、FA制度の拡充をすべきという意見[10]。
  - トレード・FA補償等の球団都合による現役選手の移籍についても同様に議論すべきとの意見。

なお、FA・ポスティングの拡充については、選手会側から強い要望が出されている ものの、球団側・選手会側のいずれにおいても統一契約書を見直し、球団都合による選手移籍に際しても、選手の球団選択の自由を認めるべきとの議論は行われていない。

### メジャーリーグ志望を隠れ蓑にした特定球団以外からの指名回避懸念
プロ野球志望届を提出したプロ野球ドラフト会議で指名可能な選手であっても、メジャーリーグでのプレー志望を表明した場合は、選手の意思を尊重して指名が見送られる場合がある。しかし、これを逆手に取ってある球団がどうしても獲得したい選手がある場合に、当該選手にメジャーリーグ志望を表明させて、他球団からの指名を回避させる方法を「抜け道」として利用する懸念があり、当該ケースを想定したルール整備を行うべきとする意見がある。

## ドラフト会議の主な出来事

### 空前絶後の大豊作
1968年のドラフトでは山本浩二（広島1位）、田淵幸一（阪神1位）、有藤通世（東京1位）、野村収（大洋1位）、星野仙一（中日1位）、山田久志（阪急1位）、東尾修（西鉄1位）、大橋穣（東映1位）、加藤秀司（阪急2位）、大島康徳（中日3位）、金田留広（東映4位）、福本豊（阪急7位）、島谷金二（中日9位）、門田博光（阪急12位・入団拒否）、藤原満（南海4位）、稲葉光雄（広島6位・入団拒否）、長崎慶一（阪神8位・入団拒否）、水谷則博（中日2位）など、1970年代から1980年代のプロ野球を代表する選手が数多く指名された。阪急が指名した15名のうち、3名（加藤、福本、門田）が2000安打を達成し、1名（山田）が200勝を達成している。巨人はこの時、田淵が他球団に指名されてしまった場合には星野を1位で指名すると公言していたが、実際には星野ではなく島野修を指名し、それを聞いた星野が「ホシとシマの間違いじゃないのか」と発言したことも有名である。島野はこの後、選手としては大成出来なかったが、阪急に移籍・引退後日本のプロスポーツにおけるチームマスコットのスーツアクターの先駆者となる。100メートルの日本記録を更新し、1964年東京オリンピックと1968年メキシコシティーオリンピックに出場した陸上選手飯島秀雄が東京の9位で指名されたことでも話題を呼んだ。
1989年もドラフトが豊作となった年として知られる。野茂英雄に史上最多となる8球団の指名が集中し、抽選で近鉄が引き当て入団。その野茂の外れ1位だけでも佐々木主浩（大洋1位）、小宮山悟（ロッテ1位）、西村龍次（ヤクルト1位）、葛西稔（阪神1位）、元木大介（ダイエー1位・入団拒否） といった名前が並び、その他にも与田剛（中日1位）、潮崎哲也（西武1位）、佐々岡真司（広島1位）、岩本勉（日本ハム2位）、古田敦也（ヤクルト2位）、井上一樹（中日2位）、石井浩郎（近鉄3位）、吉岡雄二（巨人3位）、橋本武広（ダイエー3位）、前田智徳（広島4位）、宮地克彦（西武4位）、新庄剛志（阪神5位）、種田仁（中日6位）、浅井樹（広島6位）と、メジャーリーグ経験者4名（野茂・佐々木・新庄・小宮山）、2000安打達成者2名（古田・前田）、250セーブ達成者1名（佐々木）を輩出するなど1990年代から2000年代にかけて活躍した選手が多数指名されている。また、後にタレントとなるパンチ佐藤（佐藤和弘）もオリックスに1位指名されている。
1996年はアトランタオリンピックが行われた年で、井口忠仁（ダイエー1位）、今岡誠（阪神1位）、谷佳知（オリックス2位）、松中信彦（ダイエー2位・逆指名）ら銀メダル獲得に貢献したメンバーが上位で指名された。他にも小笠原道大（日本ハム3位）、和田一浩（西武4位）、岩村明憲（ヤクルト2位）、森野将彦（中日2位）、小坂誠（ロッテ5位）、柴原洋（ダイエー3位）、礒部公一（近鉄3位）など後にチームの主力打者に成長するメンバーが指名され、特に打者の人材は当たり年のドラフト会議であった。
他にも当たり年として名高いのは1980年度と1988年度生まれで、1998年のドラフトと2006年のドラフトに指名された高校生選手・2002年のドラフトと2010年のドラフトに指名された大学生選手・2004年のドラフトと2012年のドラフトに指名された大卒社会人選手が挙げられる。これについては後に前者は「松坂世代」、後者は「ハンカチ世代」とそれぞれ称されるようになった。松坂世代では藤川球児が特例により名球会入り、ハンカチ世代では2000安打達成者1名（坂本勇人）を輩出した。
2010年代に入ってからは、2012年のドラフトが該当する。この年のドラフトは、
大谷・藤浪世代にあたる高校生選手が多数指名され、大谷翔平（日本ハム1位）、藤浪晋太郎（阪神1位）、鈴木誠也（広島2位）がタイトルを獲得、ハンカチ世代の大卒社会人が少数指名され、増田達至（西武1位）や宮﨑敏郎（DeNA6位）といったタイトル獲得者を輩出したことが大きいとされている。
逆に、1986年のドラフトの様に、かつてはアマチュア選手しか出場できなかったオリンピックの野球日本代表選考に伴う有力選手の指名凍結などの影響で期待値の高い選手が数えるほどしか見当たらず、凶作と言われた年度もある。

### 新浦問題
1968年の第50回全国高等学校野球選手権大会で準優勝した静岡商高の新浦壽夫は韓国籍であった。前年に定時制入学後に全日制1年次へ編入した経緯から3年生へ進級しても年齢制限で公式戦に出場できないこと、当時のドラフト制度の規定では獲得対象選手が「日本国籍をもつ者」で、日本の学校を卒業しても外国籍の選手はドラフト対象外であったため、ドラフト制度で制限であった契約金1000万円条項は無視された形となり、国内の6球団およびメジャーリーグも巻き込んだ争奪戦となった。この結果、新浦は同年に高校を中退して読売ジャイアンツにドラフト外で入団した。これがきっかけとなり、その後「日本の学校に所属する選手はすべてドラフトにかける」というルールに変更された。

### 交渉権の訂正
2005年の高校生ドラフトにおいて、抽選結果が誤って発表され後から訂正されるというドラフト史上初のトラブルが発生した。巨人とオリックスが大阪桐蔭高校の辻内崇伸を1位指名したため、両者の間で抽選が行われた。また、日ハムとソフトバンクが福岡第一高校の陽仲壽を1位指名したため、両者の間で抽選が行われた。いずれの抽選においても、外れた方の球団代表者が「交渉権を獲得した」と勘違いしたため誤った抽選結果が発表されたが、後に訂正された。
また、2015年のドラフトでも、同様のトラブルが発生した。阪神とヤクルトが明治大学の髙山俊を1位指名したため、両者の間で抽選が行われた。ヤクルトの真中満監督が外れくじを引いたが、ドラフト会議のロゴマークを交渉権獲得の印と勘違いしてガッツポーズしたため、ヤクルトが高山の交渉権を獲得したと発表された。しかし、その後の確認で阪神の金本知憲監督が当たりくじを引いていたことがわかり、阪神が高山の交渉権を獲得したと訂正された。なお、この時は2005年の事例も踏まえ、事前に抽選用紙の説明がなされていたにも関わらず起きた。このトラブルを受け、翌2016年から外れくじはロゴマークも印刷しない完全な白紙に変更された。

### 裏金問題による指名権剥奪
2007年、西武が「倫理行動宣言」で禁止されているにもかかわらず、複数人のアマチュア選手に対しスカウト活動で現金を供与していたことが調査で発覚した。これを受けて、NPBは西武に対し制裁金3,000万円に加え、2007年の高校生ドラフトについて、上位2選手の指名権を剥奪する処分を下した。ドラフト会議における指名権剥奪は制度開始以来初の制裁となった。この事件の影響もあり、不正の温床とされた「希望入団枠制度」は2007年より廃止となった。

### 田澤ルール
2008年から2020年まで、「日本のプロ野球のドラフト指名を拒否して海外のプロ野球球団と契約した選手は、海外球団を退団した後も一定期間はNPB所属球団と契約できない」とする12球団の申し合わせ事項が存在した。これは、社会人投手であった田澤純一が2008年にNPBを経由せずに直接MLB入りしたことを契機に作られたため、田澤ルールと呼ばれた。

### 1位指名選手の事前公表
2022年のドラフトでは、参加12球団のうち横浜DeNA・阪神・ロッテを除く9チームが、ドラフト第1巡目の指名選手を事前に公表したことが報道され話題になった。

## ドラフト会議にまつわる記録
- 最多球団指名競合選手：野茂英雄、小池秀郎（8球団）
- 最多球団指名競合高校生選手：福留孝介、清宮幸太郎（7球団）[注 14]
- 最多球団指名競合高校生投手：菊池雄星（6球団）
- 1位再指名における最多球団指名競合選手：佐々木千隼（5球団）
- 最多ドラフト1位指名回数選手：江川卓（3回）
- 最多ドラフト指名回数選手：藤沢公也（5回）
- 最多ドラフト指名回数プロ入団拒否選手：藤沢公也（4回）
- 最年長指名選手：市村則紀（30歳5ヶ月）
- 最年少指名選手：辻本賢人（15歳10ヶ月）
- 最下位指名選手：下村栄二（1965年広島18位)
  - 育成ドラフトを含めた延べ最下位指名選手：盛島稜大（2022年ソフトバンク育成14位（延べ20位））
- 1巡目最多指名[注 15]：4回（10年オリックス、13年日本ハム、17年ソフトバンク、23年ロッテ）[注 16]
- 同一チームからの同時指名最多記録：6人（23年四国IL・徳島[注 17][20]、24年富士大[注 18][21]）[注 21]
- 同一チームからの同時1位指名最多記録：3人（10年早稲田大）
- 同一高校からの同時指名最多記録：4人（66年2次中京商および平安、76年崇徳、01年日大三、18年大阪桐蔭）[注 22]

## 親子指名選手
- 佐野真樹夫（1965年広島1位） - 佐野心（1991年中日6位）
- 大場隆広（1966年中日1位） - 大場豊千（1995年巨人4位）
- 五島長登志（1966年東京5位） - 五島裕二（1994年オリックス3位）
- 楠城徹（1969年巨人7位（入団拒否）、1973年太平洋2位） - 楠城祐介（2008年楽天5位）
- 堂上照（1970年中日6位） - 堂上剛裕（2003年中日6巡目）、堂上直倫（2006年中日高校生1巡目）
- 会田照夫（1970年ヤクルト8位） - 会田有志（2005年巨人大学・社会人7巡目）
- 定岡智秋（1971年南海3位） - 定岡卓摩（2004年ダイエー7巡目）
- 若林憲一（1971年大洋6位） - 若林晃弘（2017年巨人6位）
- 伊達泰司（1972年ロッテ1位） - 伊達昌司（2000年阪神2位）
- 辻哲也（1972年中日7位） - 辻竜太郎（2001年オリックス8巡目）
- 田村政雄（1975年大洋1位） - 田村領平（2002年阪神8巡目）
- 山崎章弘（1979年巨人2位） - 山﨑福也（2014年オリックス1位）
- 笠原栄一（1984年ロッテ1位） - 笠原将生（2008年巨人5位）、笠原大芽（2012年ソフトバンク5位）
- 横田真之（1984年ロッテ4位） - 横田慎太郎 （2013年阪神2位）
- 野林大樹（1987年近鉄2位） - 中田廉（2008年広島2位）
- 太田暁（1988年近鉄6位） - 太田椋（2018年オリックス1位）
- 度会博文（1993年ヤクルト3位） - 度会隆輝（2023年DeNA1位）
- 田中充（2001年ロッテ4巡目） - 田中陽翔（2024年ヤクルト4位）

など。親子とも1位指名は2024年現在で例がない。
育成ドラフトを含めると
- 小山田健一（1968年東映6位） - 小山田貴雄（2007年ヤクルト育成1巡目）
- 山本功児（1969年南海3位（入団拒否）、1975年巨人5位） - 山本武白志（2015年DeNA育成2位）
- 角盈男（1976年巨人3位） - 角晃多（2008年ロッテ育成3位）
- 川相昌弘（1982年巨人4位） - 川相拓也（2014年巨人育成2位）
- 近藤真一（1986年中日1位） - 近藤弘基（2014年中日育成4位）
- 畝龍実（1988年広島3位） - 畝章真（2019年広島育成3位）
- 高見澤考史（2000年オリックス6位） - 高見澤郁魅（2023年DeNA育成1位）
- 星野順治（1997年ダイエー4位） - 星野恒太朗（2023年ソフトバンク育成5位）

の例がある。

## 冠協賛・公開ドラフトについて
- 2009年から、抽選で選ばれた一般ファン1000人を会場に招待する「公開ドラフト」で開催されている。参加希望者は特設サイトからメールで申し込み（締め切りは毎年9月中旬）、当選通知メールの発送をもって当選者発表としている。また、例年は昼間としていた開始時間を夕方に変更し、指名アナウンスをアナウンサー（関野浩之）が担当するようになり、他にも抽選結果や指名の度に歓声が起こる、交渉権確定直後に公開インタビューが行われるなど、ショーアップされた演出が施されるようになった。
  - 転売防止のため、招待者に対しては当日会場に入場する際に本人確認が求められる。また、併せてお土産が渡される[22]。
- 2009年から2012年までは、東芝が冠協賛社となって、「プロ野球ドラフト会議 Supported by TOSHIBA」として開催されることになり、東芝は会場内のモニター、球団の使用するラップトップ等を提供した。また、暫く行われていなかった民放（TBS）による地上波生中継が復活した。
- 2010年からは、これまで各球団の代表が手書きで記入していた指名選手選択をパーソナルコンピューターによる入力に統一し、開催時間の短縮を図った[23]。このパソコンは、ダイナブックのドラフト会議仕様特別バージョン（参加各チームの球団旗をモチーフにしたデザイン）を使用。2011年からはパソコンに加え、選手データを表示する為のタブレット「REGZA Tablet」（同じく特別バージョン）が使用された。
- 2013年からは冠協賛社が大正製薬となり、「プロ野球ドラフト会議 Supported by リポビタンD」として開催されている（地上波の中継も大正製薬がスポンサーとなっている）[24]。パソコンは日本ヒューレット・パッカード製を使用。
- 2020年から2022年にかけては、新型コロナウイルス感染症拡大防止のためファンの会場への招待を取り止め非公開で実施した（テレビ中継は実施）。
- 2023年より公開ドラフトを再開するが、抽選無料招待制はやめて、全席指定席（1席3300円）による有料指定席形式での公開に変更される。日本野球機構の関係者によると、「（無料招待制だと）競争率が高く、見たいというファンの要望が多かったので、そういう方のために（有料のチケットを）購入いただくことになった」としている[25]。

## 会議中継
地上波
2009年以降はTBSが中継を行っている。2009年は注目選手に関する情報が中心だったが、2010年以降、『Nスタ・第1部』（16:53 - 17:45→16:53 - 17:50→16:50 - 17:50）の差し替えでTBS系列全国28局ネットで生中継を行う。2023年はドラフト会議中継の放送時間を拡大したため、『Nスタ』を16時台と18時台に時間を短縮して放送した。
これとは別に、関連の生特番『ドラフト緊急生特番!お母さんありがとう』（2010 - 2020年）→『速報!ドラフト会議 THE運命の1日』（2021年 - ）を2010年 - 2014年は19:00 - 20:54、2015年 - 2019年は概ね19:00 - 22:00、2020年 - 2022年は19:00 - 21:00にTBS系列全国28局ネットで、それぞれ放送している。2023年度はドラフト会議中継本体と『THE運命の1日』を一体化させて16:40 - 20:00に生放送され、会場からは第2巡目指名の途中まで実況した。
過去には、2007年のフジテレビなどのように突発的に中継されることがあるが、基本的に上位指名選手のみ中継し、ドラフト会議の終了を待たずして中継を終了する他、番組中も注目選手に終始する事が少なくない。
また、1977年から1988年は東京12チャンネル→テレビ東京 と千葉テレビから、1989年から2000年はテレビ朝日からそれぞれ全国中継したこともあった。ただし、1981年までは東京12ch→テレビ東京の系列局がなかったので、中京圏と近畿地方には同局配給で独立県域局から放送され、ネット確立後も1988年まで千葉テレビ配給の形でドラフト会議の放送が行われた。
ラジオ：ニッポン放送
ラジオにおいてはニッポン放送において『ニッポン放送ショウアップナイタースペシャル』として独占生中継されている。原則的に17:00 （2013年は17:09、2015年は17:05）スタートで概ね60分程度にわたって会場からの中継を解説を交えながら放送する。なお、「ナイターオフワイド枠」に入る場合は関東ローカルの時間帯を内容変更して放送を続行する。2021年は月曜日であったことから18:10までの番組を休止して放送。大阪地区でも2017年から2021年にMBSラジオが1巡目の中継を夕方ワイド番組の17時台に内包させる形で途中から飛び乗って放送していた。
CS：スカイA
開始前から終了まで完全生中継 を行うほか、当日夜にも完全録画中継を行っている。純粋なドラフト会議中継 であることから、地上波放送が行われている場合でもCS放送を選択する視聴者が少なくない。朝日放送グループホールディングス子会社で放送業務を委託している朝日放送テレビのスポーツアナウンサーが、実況やインタビュアーを担当。ゲストとして、アマチュア野球に詳しい小関順二や、野球雑誌「週刊ベースボール」のアマチュア野球担当記者などを迎える。2008年の中継では、阪神タイガースの西日本地区スカウトを経て、同球団の一軍ピッチングコーチに就任したばかりの山口高志がゲストで出演した。
平年度は東京ケーブルネットワーク製作で現地から中継を行っているが、2020年-2022年は新型コロナウィルスによる一般観客非公開の影響から、現地中継を見ながら、大阪・朝日放送テレビのスタジオで解説を実施している。
中継とは別に、フジテレビONEの「プロ野球ニュース」では、ドラフト当日に「ドラフトスペシャル」と題して、1位指名の箇所のダイジェスト版、および全指名選手の一覧（育成枠を含む）を、レギュラーシーズン中の試合ダイジェストに倣ったやり方で放送している。
ネット配信
2016年は地上波中継を行うTBSテレビの番組HPでも16:53より会議終了まで動画配信されることになった。2018年から2022年までは動画配信サービスのParaviで16:30より会議終了までライブ配信が実施された。2023年からは同年6月に行われたサービス統合に伴い、U-NEXTにてライブ配信を行った。